# Kazahstanski tenge
Kazahstanski tenge (kazaško Қазақстан теңгесі, kazahstan tengesi, rusko Казахстанский тенге, kazahstanskij tenge, ISO 4217: KZT) je uradna  valuta Kazahstana. En tenge se deli na 100 tijinov (тиын). 
Tenge je bil  uveden novembra 1993 kot zamenjava za ruski rubelj po tečaju 1 tenge = 500 rubljev. Tenge izdaja Narodna banka Kazahstana. Papirnati bankovci se izdajajo v apoenih po 200, 500, 1000, 2000, 5000, 10000 in 20000 tenge, kovanci pa v apoenih po 5, 10, 20, 50 in 100 tenge, redkeje tudi 1 in 2 tenge.
Beseda tenge v prevodu pomeni tehtnica in izhaja iz turkmenske besede teg. Podobna in istega porekla je tudi ruska beseda za denar деньги (den'gi).

## Zgodovina
Po razpadu Sovjetske zveze decembra 1991 je večina nekdanjih sovjetskih republik poskušala ohraniti skupno valuto. Nekateri politiki so upali ohraniti vsaj "posebne odnose" med nekdanjimi sovjetskimi republikami ("bližnja tujina"). Drugi razlogi so bili gospodarski razlogi za ohranitev rubeljskega območja. Za najpomembnejši cilj je veljala ohranitev trdnih trgovinskih odnosov med nekdanjimi sovjetskimi republikami.
Razpada Sovjetske zveze ni spremljala nobena formalna sprememba v monetarni ureditvi. Centralna banka Rusije je bila pooblaščena, da 1. januarja 1992 prevzame Državno banko ZSSR (Gosbank). Še naprej je pošiljala rubeljske bankovce in kovance ZSSR centralnim bankam enajstih novih neodvisnih držav, ki so bile prej glavne podružnice Gosbank v republikah.
Politične razmere niso bile naklonjene ohranjanju skupne valute. Ohranjanje skupne valute je zahtevalo močno politično soglasje v zvezi z monetarnimi in fiskalnimi cilji, skupno institucijo, zadolženo za izvajanje teh ciljev, in nekaj malega skupne zakonodaje v zvezi z bančnimi in deviznimi predpisi. V turbulentnih gospodarskih in političnih razmerah ti pogoji še zdaleč niso bili izpolnjeni.
V prvi polovici leta 1992 je obstajala monetarna unija s 15 neodvisnimi državami, ki so še uporabljale rubelj. Ker je bilo jasno, da situacija ne bo trajna, je vsaka od njih izrabila svoj položaj "prostih strelcev" za izdajanje ogromnih količin denarja v obliki kreditov. Nekatere države so zaradi tega začele izdajati kupone, da bi zaščitile svoje trge pred kupci iz drugih držav. Ruska centralna banka se je julija 1992 odzvala z omejitvijo pretoka kreditov med Rusijo in drugimi državami. Končni propad rubeljskega območja se je začel, ko se je Rusija umaknila iz unije z zamenjavo bankovcev s strani Centralne banke Rusije na ruskem ozemlju konec julija 1993.
Posledično so bili Kazahstan in druge države, ki so ostale v rubeljskem območju, izrinjeni. 12. novembra 1993 je predsednik Kazahstana izdal odlok o uvedbi nacionalne valute. Tenge je bil uveden 15. novembra 1993, da bi nadomestil sovjetski rubelj po tečaju 1 tenge = 500 rubljev. Leta 1991 je bila ustanovljena posebna skupina oblikovalcev, zadolžena za oblikovanje novega denarja: Mendibaj Alin, Timur Sulejmenov, Asimsali Duzelhanov in Hajrulla Gabzhalilov. Kot Dan nacionalne valute Republike Kazahstan se zato praznuje 15. november. Leta 1995 se je v Kazahstanu odprla kovnica za tiskanje tenge. Prva pošiljka tenge je bila natisnjena v Združenem kraljestvu, prvi kovanci pa skovani v Nemčiji. Februarja 2019 je kazahstanski predsednik Nursultan Nazarbajev podpisal zakon, s katerim se bodo s prihodnjih bankovcev in kovancev tenge odstranili vsi ruski napisi, ker ruščina ni uradni jezik Kazahstana.
Z 18 stopnjami zaščite velja kazahstanski tenge za eno od najbolj zaščitenih valut na svetu.

### Etimologija
Beseda tenge v kazaščini in večini drugih turških jezikov pomeni niz meril. Vse besede izhajajo iz mongolske besede teng (ᠲᠡᠩ), ki pomeni biti enak ali ravnovesje. S to besedo je povezana tudi ruska beseda den'gi, ki pomeni denar. Beseda je staroruska sposojenka iz turških virov.

### Simbol
Jeseni 2006 je Narodna banka Kazahstana razpisala natečaj za nov simbol nacionalne valute in dobila več kot 30.000 predlogov. 20. marca 2007 je vlada odobrila nov grafični simbol za tenge in 29. marca objavila, da sta zmagovalca natečaja oblikovalca  Vadim Davidenko in Sanžar Amirhanov. Razdelila sta si nagrado milijon tenge in dobila častni naslov "starša simbola kazahstanskega tenge". Znak je bil avgusta 2009 vključen  v Unicode 5.2.0 v kodno točko U+20B8.

## Kovanci
Prvi kovanci so bili kovani v Nemčiji, kasnejši pa v Kazahstanski kovnici v Oskemenu.

### Prva serija (1993)
V seriji kovancev iz leta 1993 so bili medeninasti kovanci za 2, 5, 10, 20 in 50 tijinov in kovanci za 1, 3, 5, 10 in 20 tenge  iz zlitine bakra in niklja. Na slednjih so bile upodobljene stilizirane mitske živali. Istočasno so bili v obtoku tudi bankovci z enako nazivno vrednostjo. Tijinski kovanci so bili 7. februarja 2001 umaknjeni iz obtoka in 31.decembra 2012 prenehali veljati.
| Slika | Denominacija | Material                | Premer   | Masa    | Debelina | Rob     | Datum            | Datum   | Datum             |
| Slika | Denominacija | Material                | Premer   | Masa    | Debelina | Rob     | issue            | minting | withdrawal        |
| ----- | ------------ | ----------------------- | -------- | ------- | -------- | ------- | ---------------- | ------- | ----------------- |
|       | 2 tijina     | medenina                | 17,27 mm | 2,26 g  | 1,3 mm   | gladek  | 1. marec 1994    | 1993    | 31. december 2012 |
|       | 5 tijinov    | medenina                | 17,27 mm | 2,26 g  | 1,3 mm   | gladek  | 1. marec 1994    | 1993    | 31. december 2012 |
|       | 10 tijinov   | medenina                | 19,56 mm | 3,48 g  | 1,6 mm   | gladek  | 1. marec 1994    | 1993    | 31. december 2012 |
|       | 20 tijinov   | medenina                | 21,87 mm | 4,71 g  | 1,7 mm   | gladek  | 1. marec 1994    | 1993    | 31. december 2012 |
|       | 50 tijinov   | medenina                | 25 mm    | 7,43 g  | 2 mm     | gladek  | 1. marec 1994    | 1993    | 31. december 2012 |
|       | 1 tenge      | zlitina niklja in bakra | 17,27 mm | 2,26 g  | 1,3 mm   | gladek  | 25. oktober 1995 | 1993    | 1. oktober 2001   |
|       | 3 tenge      | zlitina niklja in bakra | 19,56 mm | 3,48 g  | 1,6 mm   | gladek  | 25. oktober 1995 | 1993    | 1. oktober 2001   |
|       | 5 tenge      | zlitina niklja in bakra | 21,87 mm | 4,71 g  | 1,7 mm   | gladek  | 25. oktober 1995 | 1993    | 1. oktober 2001   |
|       | 10 tenge     | zlitina niklja in bakra | 25 mm    | 7,43 g  | 2 mm     | gladek  | 25. oktober 1995 | 1993    | 1. oktober 2001   |
|       | 20 tenge     | zlitina niklja in bakra | 31 mm    | 11,37 g | 2 mm     | rebrast | 25. oktober 1995 | 1993    | 1. oktober 2001   |

### Druga serija (1998)
Leta 1998 je bila izdana druga serija kovancev, v kateri ni bilo tijinov. Najnižjo vrednost je imel kovanec za 1 tenge. Leta 2002 je bil dodan kovanec za 100 tenge, ki je nadomestil bankovec z enako vrednostjo. Leta 2005 je bil izdan še kovanec za 2 tenge, leta 2013 pa se je spremenila zlitina za kovance z nižjo nazivno vrednostjo.
|  | 1 tenge   | 15 mm    | 1,63 g | 1,3 mm  | "nikljevo srebro" rumene barve (od leta 2013 rumeno galvanizirano ogljikovo jeklo)        | gladek                                             | vrednost | leto, emblem Kazahstana | 1997~2018  | 11. november 1998 | veljaven | veljaven |  |  |  |
|  | 2 tenge   | 16 mm    | 1,84 g | 1,3 mm  | "nikljevo srebro" rumene barve (od leta 2013 rumeno galvanizirano ogljikovo jeklo)        | gladek                                             | vrednost | leto, emblem Kazahstana | 2005, 2006 | 23. februar 2005  | veljaven | veljaven |  |  |  |
|  | 5 tenge   | 17,27 mm | 2,18 g | 1,3 mm  | "nikljevo srebro" rumene barve (od leta 2013 rumeno galvanizirano ogljikovo jeklo)        | gladek                                             | vrednost | leto, emblem Kazahstana | 1997~2018  | 11. november 1998 | veljaven | veljaven |  |  |  |
|  | 10 tenge  | 19,56 mm | 2,81 g | 1,3 mm  | "nikljevo srebro" rumene barve (od leta 2013 rumeno galvanizirano ogljikovo jeklo)        | gladek                                             | vrednost | leto, emblem Kazahstana | 1997~2018  | 11. november 1998 | veljaven | veljaven |  |  |  |
|  | 20 tenge  | 18,27 mm | 2,9 g  | 1,6 mm  | zlitina "nikljevo srebro" bele barve (od leta 2013 ponikljano ogljikovo jeklo)            | rebrast                                            | vrednost | leto, emblem Kazahstana | 1997~2018  | 11. november 1998 | veljaven | veljaven |  |  |  |
|  | 50 tenge  | 23 mm    | 4,7 g  | 1,6 mm  | zlitina "nikljevo srebro" bele barve (od leta 2013 ponikljano ogljikovo jeklo)            | rebrast                                            | vrednost | leto, emblem Kazahstana | 1997~2018  | 11. november 1998 | veljaven | veljaven |  |  |  |
|  | 100 tenge | 24,5 mm  | 6,65 g | 1,95 mm | notranji disk: "nikljevo srebro" bele barve zunanji obroč: nikljeva medenina rumene barve | na obodu napis «СТО ТЕНГЕ - ЖYЗ ТЕҢГЕ» (sto tenge) | vrednost | leto, emblem Kazahstana | 2002~2007  | 1. julij 2002     | veljaven | veljaven |  |  |  |
|  |           |          |        |         |                                                                                           |                                                    |          |                         |            |                   |          |          |  |  |  |

### Tretja serija (2019)
Leta 2019 je bila dana v obtok nova serija kovancev z enakmi vrednostmi in sestavami zlitin kot prejšnja, napise v ruski cirilici pa so zamenjali  napisi v kazaški latinici. 
Sprememba napisov je bila del prizadevanj, da bi se ruska cirilica zamenjala z latinico, da bi se poudarila kazaška kultura in država oddaljila od ruskega vpliva. Videz kovancev je 20. marca 2019 odobril začasni predsednik Kasim-Žomart Tokajev. Kovanci z napisi v cirilici so ostali zakonito plačilno sredstvo. Leta 2020 je v obtok prišel kovanec za 200 tenge z napisi v kazaščini, pisanimi v latinici. Izdelan je iz dveh kovin.
| 1 tenge               | 1 tenge   | 15 mm    | 1,63 g | 1,3 mm  | rumeno galvanizirano ogljikovo jeklo                                                              | gladek                                                                      | vrednost | leto, emblem Kazahstana | 2019~danes | 26. april 2019  | veljaven | veljaven |  |  |  |
| 2 tenge               | 2 tenge   | 16 mm    | 1,84 g | 1,3 mm  | rumeno galvanizirano ogljikovo jeklo                                                              | gladek                                                                      | vrednost | leto, emblem Kazahstana | 2019~danes | 26. april 2019  | veljaven | veljaven |  |  |  |
| 5 tenge               | 5 tenge   | 17,27 mm | 2,18 g | 1,3 mm  | rumeno galvanizirano ogljikovo jeklo                                                              | gladek                                                                      | vrednost | leto, emblem Kazahstana | 2019~danes | 26. april 2019  | veljaven | veljaven |  |  |  |
| 10 tenge              | 10 tenge  | 19,56 mm | 2,81 g | 1,3 mm  | rumeno galvanizirano ogljikovo jeklo                                                              | gladek                                                                      | vrednost | leto, emblem Kazahstana | 2019~danes | 26. april 2019  | veljaven | veljaven |  |  |  |
| 20 tenge              | 20 tenge  | 18,27 mm | 2,9 g  | 1,6 mm  | ponikljano ogljikovo jeklo                                                                        | rebrast                                                                     | vrednost | leto, emblem Kazahstana | 2019~danes | 26. april 2019  | veljaven | veljaven |  |  |  |
| 50 tenge              | 50 tenge  | 23 mm    | 4,7 g  | 1,6 mm  | ponikljano ogljikovo jeklo                                                                        | rebrast                                                                     | vrednost | leto, emblem Kazahstana | 2019~danes | 26. april 2019  | veljaven | veljaven |  |  |  |
| 100 tenge             | 100 tenge | 24,5 mm  | 6,65 g | 1,95 mm | Notranji dik: zlitina "nikljevo srebro" bele barve Zunanji disk: "nikljeva medenina" rumene barve | na robu napis «JÚZ TEŃGE» (sto tenge)                                       | vrednost | leto, emblem Kazahstana | 2019~danes | 26. april 2019  | veljaven | veljaven |  |  |  |
| 200 tenge · 200 tenge | 200 tenge | 26 mm    | 7,5 g  | 1,9 mm  | aluminijeva medenina, obroč iz zlitine baker-nikelj                                               | šestnajst vdolbinic ("španska roža") z izmenično ravnimi in trstičnimi deli | vrednost | leto, emblem Kazahstana | 2020~danes | 28. januar 2020 | veljaven | veljaven |  |  |  |
|                       |           |          |        |         |                                                                                                   |                                                                             |          |                         |            |                 |          |          |  |  |  |

### Spominski kovanci
Izdani so bili spominski kovanci z nazivnimi vrednosti 20, 50, 100, 500, 1000, 2500, 5000 in 10000 tenge. Obstajajo tudi srebrniki in zlatniki z nazivnimi vrednostmi 1, 2, 5, 10, 20, 50 in 100 tenge. Občasno pridejo v obtok tudi spominski kovanci za 20 in 50 tenge, ki imajo enako sestavo kot redni.

## Bankovci

### Serija 1993
Narodna banka Kazahstana je 15. novembra 1993 izdala bankovce za 1, 2, 5, 10, 20 in 50 tijinov in  1, 3, 5, 10, 20 in 50 tenge. Kmalu zatem je bil izdan tudi bankovec za 100 tenge in leta 1994 še bankovci za 200, 500 in 1000 tenge. Bankovec za 2000 tenge je bil izdan leta 1996, za  5000 tenge leta  1999 in  10000 tenge 28. julija 2003. Trenutno so v obtoku naslednji bankovci:
- 200 tenge – portret Al-Farabija
- 500 tenge - portret Al-Farabija, fragment mavzoleja Hodže Ahmeda Jassauija
- 1000 tenge - portret Al-Farabija
- 2000 tenge - portret Al-Farabija
- 5000 tenge - portret Al-Farabija
- 10000 tenge - portret Al-Farabija, slika snežnega leoparda

| Serija 1993 | Serija 1993 | Serija 1993 | Serija 1993        | Serija 1993          | Serija 1993                                                                         | Serija 1993                                                                                           | Serija 1993 | Serija 1993 |
| Slika       | Slika       | Vrednost    | Prevladujoča barva | Prevladujoča barva   | Opis                                                                                | Opis                                                                                                  | Datum       | Datum       |
| Obverz      | Reverz      | Vrednost    | Obverz             | Reverz               | Obverz                                                                              | Reverz                                                                                                | Izdan       | Umaknjen    |
| ----------- | ----------- | ----------- | ------------------ | -------------------- | ----------------------------------------------------------------------------------- | --- | ----------- | ----------- |
|             |             | 1 tijin     | zelena             | zelena               | vrednost (številka in napis v kazaščini), edinstveno geometrijsko oblikovano ozadje | vrednost (številka in napis v kazaščini), kazahstanski grb, edinstveno geometrijsko oblikovano ozadje | 1993        | 2001        |
|             |             | 2 tijina    | svetlo modra       | svetlo modra         | vrednost (številka in napis v kazaščini), edinstveno geometrijsko oblikovano ozadje | vrednost (številka in napis v kazaščini), kazahstanski grb, edinstveno geometrijsko oblikovano ozadje | 1993        | 2001        |
|             |             | 5 tijinov   | rožnata            | rožnata              | vrednost (številka in napis v kazaščini), edinstveno geometrijsko oblikovano ozadje | vrednost (številka in napis v kazaščini), kazahstanski grb, edinstveno geometrijsko oblikovano ozadje | 1993        | 2001        |
|             |             | 10 tijinov  | rdeča              | rdeča                | vrednost (številka in napis v kazaščini), edinstveno geometrijsko oblikovano ozadje | vrednost (številka in napis v kazaščini), kazahstanski grb, edinstveno geometrijsko oblikovano ozadje | 1993        | 2001        |
|             |             | 20 tijinov  | modra, siva        | modra                | vrednost (številka in napis v kazaščini), edinstveno geometrijsko oblikovano ozadje | vrednost (številka in napis v kazaščini), kazahstanski grb, edinstveno geometrijsko oblikovano ozadje | 1993        | 2001        |
|             |             | 50 tijinovn | rjava, rumena      | rjava                | vrednost (številka in napis v kazaščini), edinstveno geometrijsko oblikovano ozadje | vrednost (številka in napis v kazaščini), kazahstanski grb, edinstveno geometrijsko oblikovano ozadje | 1993        | 2001        |
|             |             | 1 tenge     | modra              | svetlo modra         | portret Al-Farabija                                                                 | Al-Farabijeve geometrijske konstrukcije in formulacije                                                | 1993        | 2012–2018   |
|             |             | 3 tenge     | zelena             | modrikasto zelena    | portret Suinbaja Aronulija                                                          | Alataj                                                                                                | 1993        | 2012–2018   |
|             |             | 5 tenge     | rjava              | rumena, oranžna      | portret Kurmangazija Sagirbajulija                                                  | Kurmangazijev mavzolej                                                                                | 1993        | 2012–2018   |
|             |             | 10 tenge    | zelena             | svetlo zelena        | portret Čokana Valihanulija                                                         | gore Ok Žetpes                                                                                        | 1993        | 2012–2018   |
|             |             | 20 tenge    | rjava              | svetlo rjava         | portret Abaja Kunanbajeva                                                           | zlati orel in mož, prerisana iz del Abaja Kunanbajeva                                                 | 1993        | 2012–2018   |
|             |             | 50 tenge    | rdečkasta          | svetlo rdeča         | portret Abulhair Kana                                                               | skalne risbe iz province Mangistau                                                                    | 1993        | 2012–2018   |
|             |             | 100 tenge   | vijolična          | rožnata              | portret Ablaj Kana                                                                  | mavzolej Hodža Ahmeda Jassavija                                                                       | 1993        | 2012–2018   |
|             |             | 200 tenge   | rjava, rdeča       | rumena, modra        | portret Al-Farabija                                                                 | mavzolej Hodža Ahmeda Jassavija                                                                       | 1994        | 2012–2018   |
|             |             | 500 tenge   | temno modra, modra | modra, vijolična     | portret Al-Farabija                                                                 | mavzolej Hodža Ahmeda Jassavija                                                                       | 1994        | 2012–2018   |
|             |             | 1000 tenge  | zelena, rdeča      | zelena, modra, rdeča | portret Al-Farabija                                                                 | mavzolej Hodža Ahmeda Jassavija                                                                       | 1994        | 2012–2018   |
|             |             | 2000 tenge  | zelena, modra      | zelena, rjava        | portret Al-Farabija                                                                 | mavzolej Hodža Ahmeda Jassavija                                                                       | 1996        | 2012–2018   |
|             |             | 5000 tenge  | rjava, vijolična   | rjava                | portret Al-Farabija                                                                 | mavzolej Hodža Ahmeda Jassavija                                                                       | 1998        | 2012–2018   |
|             |             | 10000 tenge | modra              | modra, rjava         | portret Al-Farabija                                                                 | snežni leopard, v ozadju gore                                                                         | 2003        | 2012–2018   |

### Serija 2006
Leta 2006 je Narodna banka Kazahstana izdala novo serijo bankovcev z enakimi vrednostmi kot v prejšnji. 
Serija 2006 je veliko bolj eksotična od svojih predhodnic. Prednja stran je pokončna in pisana v kazaščini. Na vseh apoenih so prikazani spomenik Nur-Sultanu Bajtereku, zastava Kazahstana, grb, odtis roke s podpisom predsednika Nursultana Nazarbajeva in odlomek državne himne. Glavne razlike med apoeni so le barve, apoeni in vzorci podtiska.
Hrbtne strani bankovcev so povsem drugačne. Denominacija je napisana v ruščini, vsak apoen pa prikazuje edinstveno zgradbo in geografijo Kazahstana v obrisih njegovih meja.
Prva izdaja bankovcev za 2.000 in 5.000 tenge iz leta 2006 je imela napačno črkovano besedo "banka": pravilno črkovanje "банкі" (banki) je bilo  napačno črkovano " банқі " (banqi). Napačno črkovanje je bilo politično občutljivo vprašanje zaradi kulturnega in političnega pomena kazahstanskega jezika.
3. oktobra 2016 so bankovci za 2000, 5000 in 10000 tenge serije 2006 izgubili status zakonitega plačilnega sredstva in niso več veljavni.
| Serija 2006 | Serija 2006 | Serija 2006 | Serija 2006        | Serija 2006 | Serija 2006 | Serija 2006  |
| Slika       | Slika       | Vrednost    | Prevladujoča barva | Opis | Opis | Datum izdaja |
| Obverz      | Reverz      | Vrednost    | Prevladujoča barva | Obverz | Reverz | Datum izdaja |
| ----------- | ----------- | ----------- | ------------------ | --- | --- | ------------ |
|             |             | 200 tenge   | oranžna            | Spomenik Nur-Sultana Bajtereka, kazahstanska zastava, kazahstanski grb, odtis roke s podpisom kazahstanskega predsednika Nursultana Nazarbajeva, odlomek državne himne, vrednost v številkah in kazaščini, banka, ki ga je izdala, in napis, da je ponarejanje bankovcev v nasprotju z zakonom | Ministrstvo za transport in komunikacije in snežni leopard na mostu čez reko Išim, obrobljen zemljevida Kazahstana z Ministrstvom za obrambo s stepami v ozadju, vrednost bankovca v ruščini, ime banke izdajajteljice v kazaščini, logo banke izdajajteljice in napis v ruščini, da je ponarejanje bankovcev v nasprotju z zakonom | 2006–2016    |
|             |             | 500 tenge   | modra              | Spomenik Nur-Sultana Bajtereka, kazahstanska zastava, kazahstanski grb, odtis roke s podpisom kazahstanskega predsednika Nursultana Nazarbajeva, odlomek državne himne, vrednost v številkah in kazaščini, banka, ki ga je izdala, in napis, da je ponarejanje bankovcev v nasprotju z zakonom | Ministrstvo za finance in Akimat (mestna hiša) Astane/Nur-Sultana, oukvirjen zemljevid Kazahstana z galebi nad morjem v ozadju, vrednost v ruščini, leto izdaje v kazaščini, ime banke izdajajteljice v kazaščini, logotip banke izdajateljice in napis v ruščini, da je ponarejanje bankovcev v nasprotju z zakonom                | 2006–2016    |
|             |             | 1000 tenge  | rjava              | Spomenik Nur-Sultana Bajtereka, kazahstanska zastava, kazahstanski grb, odtis roke s podpisom kazahstanskega predsednika Nursultana Nazarbajeva, odlomek državne himne, vrednost v številkah in kazaščini, banka, ki ga je izdala, in napis, da je ponarejanje bankovcev v nasprotju z zakonom | Predsedniško Kulturno središče, obrobljen zemljevida Kazahstana z gorami v ozadju, vrednost bankovca v ruščini, ime izdajajteljice v kazaščini, logotip banke izdajateljice in napis v ruščini, da je ponarejanje bankovcev v nasprotju z zakonom                                                                                   | 2006–2016    |
|             |             | 2000 tenge  | zelena             | Spomenik Nur-Sultana Bajtereka, kazahstanska zastava, kazahstanski grb, odtis roke s podpisom kazahstanskega predsednika Nursultana Nazarbajeva, odlomek državne himne, vrednost v številkah in kazaščini, banka, ki ga je izdala, in napis, da je ponarejanje bankovcev v nasprotju z zakonom | Operna hiša Abai, obrobljen zemljevid Kazahstana z gorskim jezerom v ozadju, vrednost bankovca v ruščini, ime izdajajteljice v kazaščini, logotip banke izdajateljice in napis v ruščini, da je ponarejanje bankovcev v nasprotju z zakonom                                                                                         | 2006–2016    |
|             |             | 5000 tenge  | rdeča              | Spomenik Nur-Sultana Bajtereka, kazahstanska zastava, kazahstanski grb, odtis roke s podpisom kazahstanskega predsednika Nursultana Nazarbajeva, odlomek državne himne, vrednost v številkah in kazaščini, banka, ki ga je izdala, in napis, da je ponarejanje bankovcev v nasprotju z zakonom | Spomenik Neodvisnosti in Hotel Kazahstan, obrobljen zemljevida Kazahstana z gorami v ozadju, vrednost bankovca v ruščini, ime izdajajteljice v kazaščini, logotip banke izdajateljice in napis v ruščini, da je ponarejanje bankovcev v nasprotju z zakonom                                                                         | 2006–2016    |
|             |             | 10000 tenge | škrlatna           | Spomenik Nur-Sultana Bajtereka, kazahstanska zastava, kazahstanski grb, odtis roke s podpisom kazahstanskega predsednika Nursultana Nazarbajeva, odlomek državne himne, vrednost v številkah in kazaščini, banka, ki ga je izdala, in napis, da je ponarejanje bankovcev v nasprotju z zakonom | Residenca Ak Orda (predsedniška palača), obrobljen zemljevida Kazahstana z gorami v ozadju, vrednost bankovca v ruščini, ime izdajajteljice v kazaščini, logotip banke izdajateljice in napis v ruščini, da je ponarejanje bankovcev v nasprotju z zakonom                                                                          | 2006–2016    |

### Serije 2011-2017
Narodna banka Kazahstana je kasnejše serije bankovcev izdajala leta 2011, 2012, 2013 in 2014 v vrednostih 1000, 2000, 5000 in 10000 tenge.
Na prednji strani teh bankovcev je spomenik Kazah Eli na Trgu neodvisnosti v Nursultanu. 1. decembra 2015 je šel v obtok nov bankovec za 20000 tenge z datumom izdaje 2013.  Izdan je bil kot spominski bankovec za praznovanje 20. obletnice uvedbe nacionalne valute, vendar šele leta 2015. Leta 2017 je Narodna banka Kazahstana kot del te serije izdala bankovec za 500 tenge, ki je povzročil polemike glede podobe galeba na hrbtni strani bankovca in podobe moskovskega poslovnega centra v glavnem mestu Kazahstana Nursultan.
| Serije 2011–2017 | Serije 2011–2017 | Serije 2011–2017 | Serije 2011–2017               | Serije 2011–2017                                                                                             | Serije 2011–2017 | Serije 2011–2017 |
| Slika            | Slika            | Vrednost         | Prevladujoča barva             | Opis | Opis | Datum izdaje     |
| Obverz           | Reverz           | Vrednost         | Prevladujoča barva             | Obverz | Reverz | Datum izdaje     |
| ---------------- | ---------------- | ---------------- | ------------------------------ | --- | --- | ---------------- |
|                  |                  | 500 tenge        | modra                          | zastava, nebotičniki, spomenik Kazah Eli v Nursultanu, emblem in zastava Kazahstana                          | obris Kazahstana, galebi | 2017             |
|                  |                  | 1000 tenge       | rumena, rjava, oranžna, modra  | spomenik Kazakh Eli, golobi, emblem in zastava Kazahstana                                                    | obris Kazahstana, gore in pokrajina na Ustjurtski planoti                                                                                          | 2014             |
|                  |                  | 2000 tenge       | zelena                         | spomenik Kazakh Eli, šotor v zabaviščnem centru Kan Šatir, golobi, emblem in zastava Kazahstana              | obris Kazahstana, reka Ertis/Irtiš | 2012             |
|                  |                  | 5000 tenge       | rdeča, modra, rumena in zelena | spomenik Kazakh Eli, Palača neodvisnosti, golobi, emblem in zastava Kazahstana                               | obris Kazahstana, Spomenik neodvisnosti, Hotel Kazahstan, gorski greben Zailijski Alatau v Tjanšanu                                                | 2011             |
|                  |                  | 10000 tenge      | vijolična in modra             | spomenik Kazakh Eli, Palača neodvisnosti, golobi, emblem in zastava Kazahstana                               | obris Kazahstana, predsedniška palača Ak Orda v Nursultanu                                                                                         | 2012             |
|                  |                  | 20000 tenge      | modrosiva in vijolična         | spomenik Kazakh Eli, Palača neodvisnosti, golobi, emblem in zastava Kazahstana in slavolok zmage Mangilik El | obris Kazahstana, predsedniška palača Ad Orda in vladne zgradbe, urejene po principu delitve oblasti, kot je zapisana v Ustavi Republike Kazahstan | 2015             |

### Serije od leta 2008 z varnostnimi dodatki
Od leta 2008 so bili izdani številni spominski bankovci, vključno s tistimi v spomin na Azijske zimske igre leta 2011 v Nursultanu. Spominski bankovci so običajno v apoenih za 1000, 2000, 5000 in 10000 tenge.
Digitalni tenge
Narodna banka Kazahstana je objavila načrt za razvoj nacionalne digitalne valute.

## Spominski bankovci
- Bankovec za 5,000 tenge, izdan leta 2001 ob deseti obletnici neodvisnosti Kazahstana od Sovjetske zveze (obverz)
- (rederz)

- Bankovec za 5000 tenge, izdan leta 2008 ob petnajsti obletnici kazahstanskega tenge (obverz)
- (reverz)

- Bankovec za 1000 tenge, izdan leta 2010 v spomin na predsedovanje Kazahstana Organizaciji za varnost in sodelovanje v Evropi (OCSE) (obverz).
- (reverz)

- Bankovec za 1000 tenge, izdan leta 2011 v spomin na predsedovanje Kazahstana Organizaciji islamskega sodelovanja (obverz)
- (reverz)

- Bankovec za 2000 tenge, izdan leta 2011 v spomin na sedme Azijske zimske igre v Nursultanu (obverz).
- (reverz)

- Bankovec za 10000 tenge, izdan leta 2011 v spomi na dvajseto obletnico neodvisnosti Kazahstana od Sovjetske zveze (obverz)
- (reverz)

Leta 2013 je bil izdan bankovec za 1000 tenge v čast Kul Tiginu, spomeniku stare turške runske pisave.
Leta 2016 je bil izdan bankovec za 10000 tenge v spomin na 25. obletnico neodvisnosti Kazahstana od Sovjetske zveze. Na njem je upodobljen kazahstanski predsednik Nursultan Nazarbajev, V obtok je bil dan na Dan prvega predsednika 1. decembra 2016.
Narodna banka Kazahstana je ob 30. obletnici neodvisnosti od Sovjetske zveze izdala bankovec za 20000 tenge. Na njem so upodobljeni predsednik Nursultan Nazarbajev, predsedniška palača Akorda in uradni logo praznovanja. Napisi na bankovcu so prvič napisani v latinici in ne ruski cirilici. V obtok je prišel 16. decembra 2021.

## Menjalni tečaji in inflacija
2. septembra 2013 je Narodna banka Kazahstana opustila drseči tečaj in  navezala  kazahstanski tenge na ameriški dolar in ruski rubelj. 11. februarja 2014 je zaradi slabenja ruskega rublja razvrednotila tenge  za 19% proti ameriškemu dolarju. 20. avgusta 2015 je ponovno uvedla drseč tečaj tenge. Njegova vrednost je zato v enem dnevu padla za 30%.
29. aprila 2022 je bil menjalni tečaj 466,8163 tenge za 1 €.
Inflacija na letni ravni je februarja 2022 znašala 8,7%. Pričakuje se, da bo do konca leta padla na 6,5% in do konca leta 2023 na 5,7%.